# Harmadik Világ Szegényeinek Szolgái Missziós Mozgalom
A Harmadik Világ Szegényeinek Szolgái Missziós Mozgalom (spanyolul: Misioneros Siervos de los Pobres del Tercer Mundo – MSPTM; latinul: Opus Christi Salvatoris Mundi) egy olyan szemlélődő, misszionárius, katolikus lelkiségi mozgalom, mely a római katolikus egyház tanítását vallva fő céljának tekinti a legszegényebbek, különösen a gyermekek segítését és evangelizálását.

## Története
A Mozgalmat Giovanni Salerno olasz atya alapította, aki missziós orvosnak tanult, és 1968 augusztusában ágoston rendi szerzetestársaival a perui Andokba, Apurimacba utazott, hogy prelatúrát alapítson. Orvosi rendelőket hozott létre a környező fontosabb településeken, Apurimac városában pedig kórházat alapított leprások gyógyítására. Innen Cuzcoba költözött át, ahol árvaházat és étkezdét hozott létre az árva, elhagyott és beteg gyermekek számára, és ugyanitt 1983-ban megalapította a Harmadik Világ Szegényeinek Szolgái Missziós Mozgalmat.

## Tevékenysége
Cuzcóban a szervezet a rászoruló gyermekeknek bentlakásos kollégiumot, tisztálkodásra és meleg étel fogyasztására lehetőséget adó napközi otthont, és a legszegényebbeknek általános iskolát működtet.
A misszió női ága betegellátással és gyermekgondozással, férfi ága pedig a szakmák tanításával, a szükséges fizikai munkák elvégzésével foglalkozik.
A misszionáriusok alapvető feladata természetesen a hit továbbadása.
Peruban naponta több mint 1500 gyermeknek tudnak ételt adni, 140 embernek biztosítanak munkát, naponta 3000 darab kenyeret sütnek meg, a szegény gyermekek számára iskolát hoztak létre, ahol a keresztény értékrend szerinti nevelést kapnak és különböző szakmákat tanulnak, valamint a Mozgalom fizeti olyan súlyosan beteg gyermekek gyógykezelését, akiknek egyébként nem lenne erre lehetőségük.
A Mozgalom iskolái kizárólag a szegény családok gyermekeit fogadják: intézményeikben a szegénység az egyetlen felvételi szempont. A fiúk és lányok teljesen ingyenesen kapják a taneszközöket, az iskolai egyenruhát, a napi többszöri étkezést, az egészségügyi és pszichológiai ellátást stb. Délutánonként az iskoláikban tanárok segítik megoldani házi feladataikat és a felkészülésüket a másnapi órákra.
A nyári szünet alatt felzárkóztatási tanfolyamokat indítanak, valamint előkészítőket azoknak a fiúknak és lányoknak, akik középfokú tanulmányaik befejeztével tovább szeretnének tanulni.
Tanulóik számára az alap- és középfokú iskolai oktatás mellett szakmai képzést is biztosítanak. A fiúk a következő szakmákat tanulhatják: szakács, pék, tejfeldolgozó, növény és állattenyésztő, keramikus, kézműves, hangszerkészítő, szobrász, fafaragó, asztalos, mechanikai szerelő. A lányok a következő szakmákat tanulhatják: szakácsnő, keramikus, kézműves, szabó, ruhakészítő.
A tanulás mellett naponta közösségi szentmisén vesznek részt és olvasnak a „Krisztus követése” című könyvből.
Cuzcoban található az „Irgalmas Szamaritánus” Rendelőintézetük, ahol naponta számtalan, a legelemibb egészségügyi ellátást nélkülöző embert gyógyítanak.
Évente három alkalommal jelenik meg a "Harmadik Világ Szegényeinek Szolgái" (Opus Christi Salvatoris Mundi) című kiadvány (Magyarországon 2000 példányban). Az első a nagyböjtben, a második októberben, a missziók világnapján, a harmadik pedig adventben kerül kiadásra, amit szétküldenek iskolák, közösségek, plébániák és a támogatóik részére.

## Közösségek

### A Harmadik Világ Szegényeinek Szolgái Missziós Papjai
Papjaik lelki támogatást nyújtanak a Mozgalom minden közösségének. A „Szent Tarzíciuszról” nevezett Otthonba (Andahuaylillas, Fiúk Városa) hatéves koruktól befogadják és nevelik az árva és súlyos családi problémáktól szenvedő szegény gyerekeket.
Szintén Andahuaylillasban szervezik és igazgatják az ingyenes „Szent Ferenc és Jácinta Mártoról” nevezett Fiú Nevelési Központot, ahol kb. 200 szegény fiú tanul, akik mivel nem tudnak az oktatásért fizetni, nincs helyük az állami iskolákban, valamint a Műhelyeket, ahol mesteremberek segítségével a szegény fiúgyermekek szakmát tanulhatnak.
Az Oltáriszentséget elviszik a perui Andok Kordilleráinak legtávolabbi és legelhagyatottabb falvaiba.
A papok és az elkötelezett testvérek Ajofrínban (Spanyolország, Toledo) a „Szűz Mária a Szegények Édesanyja Szemináriumban” tanulnak, és készülnek fel hivatásukra.

### Harmadik Világ Szegényeinek Szolgái Missziós Nővérei
A Cuzcoban működő „Szent Terézről nevezett Fészek Otthon”-ban a különféle betegségekben, szellemi és testi fogyatékosságokban szenvedő legfiatalabb fiúkat és lányokat fogadják, valamint nagyobb lányokat is befogadnak, akik egészséges környezetben nőhetnek fel.
Peru fővárosában, Limában található a „Jézusról nevezett Szent Teréz Fészek Otthon”, ahol azokat a szegény gyermekeket ápolják, akiket betegségük miatt a fővárosban kell megműteni.
Hetente négy hegyi falucskát látogatnak, ahol hittant oktatnak, és anyagilag is segítik a rászoruló családokat.

### Harmadik Világ Szegényeinek Szolgái Misszionárius Házaspárjai
A Misszionárius Házaspárok gyermekeikkel együtt elhagyják szülőhazájukat és megnyitják családjukat a legszegényebbek előtt. Közösségben élik meg a szentmisét, a szentségimádást és a rózsafüzér imádságot. Ugyanakkor a családok intimitása is biztosított, mert minden család egy különálló lakásban él. A házaspárok vezetik az Iskolákat és a Műhelyeket és látogatják a szegény családokat Cuzco szegénynegyedeiben és a Kordillerák falvaiban.
A férjek feladatai:: A „Szent Ferenc és Jácinta Mártoról” nevezett Fiú Nevelési Központ működtetése és a szakképző műhelyek irányítása.
A feleségek feladatai: Cuzcoban a „Goretti Szent Máriáról” nevezett ingyenes Leány Nevelési Központ és a hozzá tartozó műhelyek működtetése, ami több mint 400 szegény lányt fogad be, és ahol a lányok ingyenes oktatásban és sokféle képzésben vesznek részt, valamint ingyenes az étkezés, az egészségügyi ellátás és az iskolai felszerelés is. Továbbá hetente meglátogatnak egy falut az Andok hegyei között, ahol hittant oktatnak, és anyagi segítséget nyújtanak a szegény családoknak.
A családok gyermekei a Mozgalom által működtetett Iskolákban tanulnak.

### Szemlélődő Testvérek Közössége
A Mozgalom szemlélődő testvérei klauzúrában, szigorú napirend szerint élik életüket Isten dicsőségének szentelve. A csendben és a szentségimádásban, Szűz Máriás lelkületben közbenjárnak az Egyház minden tagjáért és engesztelnek az emberiség bűneiért. Emellett naponta több órát szentelnek a kétkezi munkának is.

## Magyarok Nagyasszonyáról nevezett budapesti Missziós Központ

### Története
A magyar tagozat megalapítói - egykori esztergomi ferences diákok - a kilencvenes évek elején Lengyelországban ismerkedtek meg a szervezettel. Hazatérve imacsoportot alakítottak, és karitatív munkába kezdtek az esztergomi szegények körében. Az alapításra Dr. Paskai László bíboros adott engedélyt. Többen közülük később fél évtől két évig terjedő időt világi misszionáriusként Peruban töltöttek. Hazatérve itthon is folytatni kívánták missziós tevékenységüket. Így megkezdték működésüket a VIII. kerületben (Józsefvárosban) a Szent József Plébániatemplom közvetlen közelében, ami a mozgalom magyarországi és egyben Közép-európai központjává is vált. Az Őr utcai központi épületet Bíró László püspök 1999. január 10-én szentelte fel.
Budapesten kívül a Mozgalomnak Szekszárdon, Esztergomban, Zalaegerszegen, Debrecenben és Kiskunfélegyházán vannak úgynevezett segítő, illetve imacsoportjaik, amelyeknek tagjai imádságaikkal vesznek részt a mozgalom munkájában.

### Tevékenysége
A központban főleg roma gyermekekkel foglalkoznak. Azokban a családokban, akikkel foglalkoznak, általában hat-nyolc gyerek él egy szoba-konyhás lakásban. A szülők (amennyiben még vannak) munkanélküliek és segélyekből próbálják fenntartani családjukat. A gyerekek a környékbeli alacsony színvonalú iskolákba járnak. Ebből a közegből emelik ki délutánonként, hétvégenként és a nyári szünetben a gyermekeket és segítik őket, hogy tovább tudjanak lépni és legalább egy szakmát elsajátítsanak a szaléziaknál, a jobb képességűek pedig Pannonhalmán a bencések gimnáziumában tanulhassanak tovább. A gyerekek a Központot hétfőtől péntekig 13 órától, szombaton egész nap látogathatják. Minden nap van tanulás, ilyenkor elkészítik a házi feladatot és készülnek a másnapi órákra, majd hittan és egy kis játék színesíti a palettát. Péntekenként a tanulás után focizni mennek, rossz idő esetén egy közeli tornaterembe. A Központban asztaliteniszezésre is van lehetőség. Ezen kívül gitárt és spanyol nyelvet is oktatnak. Azoknak, akik rendszeresen részt vesznek a tanulásban, a szombati napon tartalmas szabadidős programokat szerveznek: kirándulás, fürdés strandon, sütés-főzés, múzeum stb. Ezt a napot mindig szentmisével zárják. Nyáron táborokat szerveznek. A bejáró gyerekek családjaival is tartják a kapcsolatot. Rendszeresen látogatják, segítik őket, például a Szent József ösztöndíjjal, melynek feltétele, hogy a gyerek nap mint nap járjon be a Központba és tanuljon. Lelkigyakorlatokat szerveznek, közösségeket és iskolákat látogatnak, segítenek a felkészülésben.
Teréz anya nővéreivel együttműködve hajléktalanokon segítenek, és a józsefvárosi templomban vasárnaponként délután három órakor tartják a hajléktalanok miséjét, több száz résztvevővel.